# Gymnoschoenus sphaerocephalus
Gymnoschoenus sphaerocephalus är en halvgräsart som först beskrevs av Robert Brown, och fick sitt nu gällande namn av Joseph Dalton Hooker. Gymnoschoenus sphaerocephalus ingår i släktet Gymnoschoenus och familjen halvgräs. Inga underarter finns listade i Catalogue of Life.

## Bildgalleri

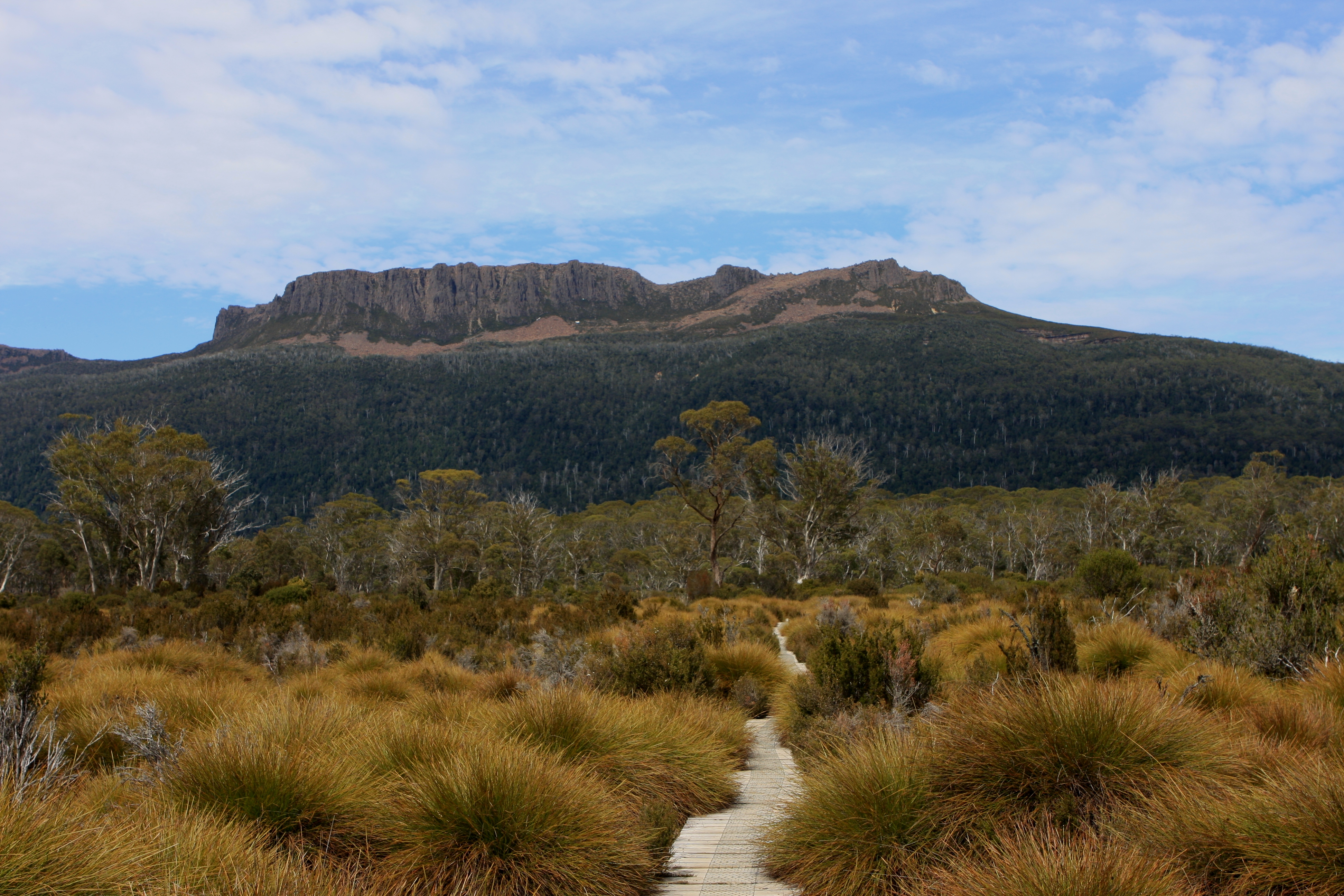
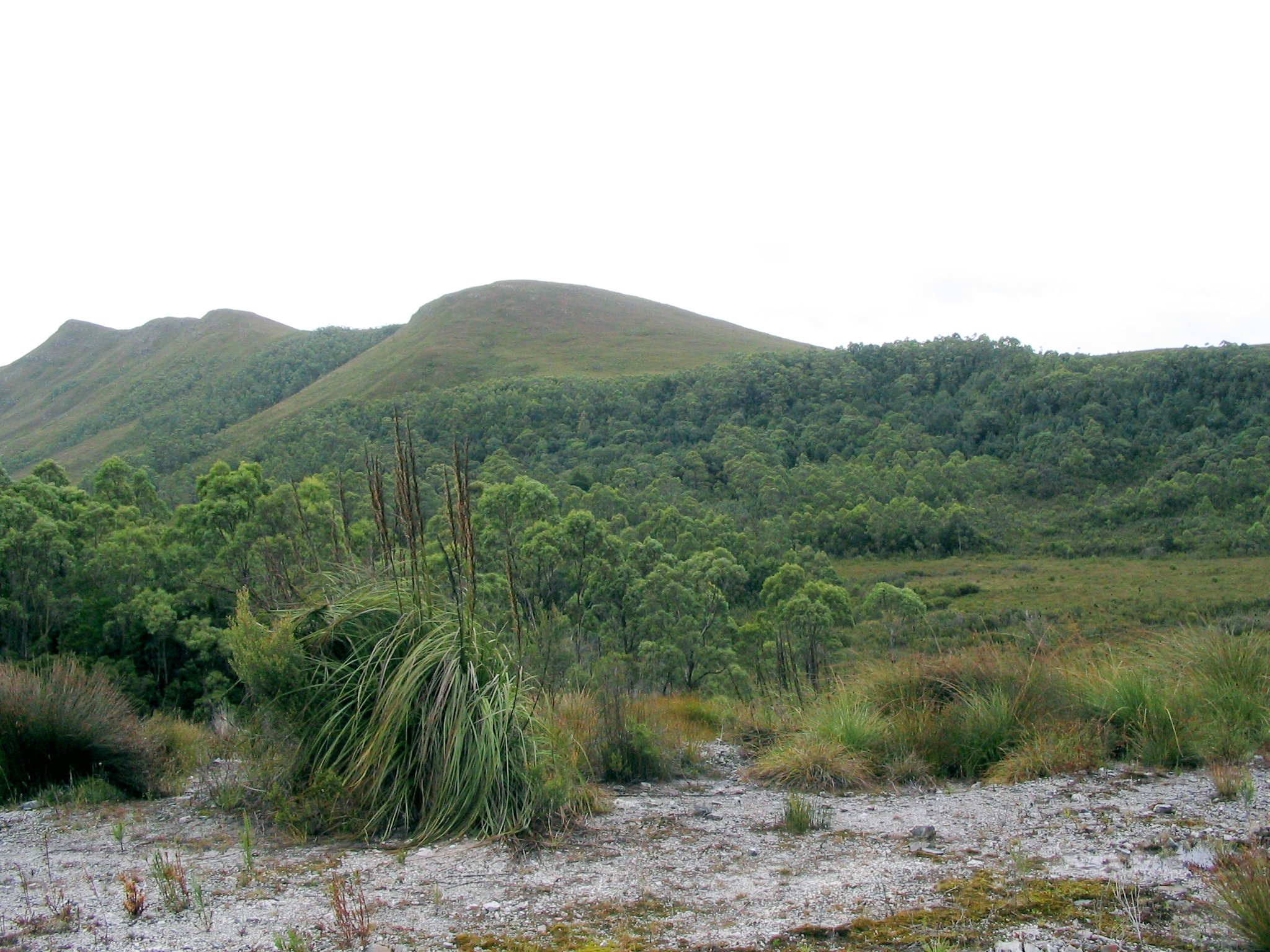